# رادبویل
شهر رادبویل (به آلمانی: Radebeul) در ایالت زاکسن در کشور آلمان واقع شده‌است.